# 武田専
武田 専（たけだ まこと、1923年11月 - 2013年6月10日）は日本の精神科医、精神分析家。医学博士。
日本における精神分析の黎明期に活躍した人物であり、古沢平作、土居健郎、西園昌久、前田重治らと共に日本精神分析学会の設立に尽力した。また境界例研究の先駆者としても知られる。

## 略歴
1923年東京生まれ。早稲田大学政治経済学部中退後、1953年慶應義塾大学医学部卒業。1959年医学博士（慶応義塾大学）。精神科医局勤務を経て、医療法人社団慶神会武田病院理事長。株式会社大崎グループ代表取締役名誉会長。

## 学会
- 日本精神分析学会名誉会員

## 著書
- 『病気ノイローゼ —どこも悪くない不思議　医者が信じられない人に』ベストセラーズ、1971年。
- 『神経のいたずら —病気でない病いの診断』ベストセラーズ、1974年。
- 『学徒兵らくだ君』講談社、1981年5月。
  - 光人社NF文庫版：1997年11月。ISBN 476982176X。
- 『わんぱくらくだ君』講談社、1984年2月。ISBN 4062010240。
- 『精神分析と仏教』新潮社、1990年8月。ISBN 4106003848。
- 『現代人の「こころの病い」 —健康と病いの境界を求めて』悠思社、1993年1月。ISBN 494642444X。
- 『じーちゃんの思春期 —らくだ君物語』出版芸術社、2001年2月。ISBN 4882932016。
- 『分裂病という名の幻想』元就出版社、2003年7月。ISBN 4906631967。
- 『人はなぜ自殺するのか —中高年の自殺と若者のひきこもり』元就出版社、2005年12月。ISBN 4861060389。
- 『時を旅する —私の日本史探訪　古代・中世・近世の文化と思想』慶応義塾大学出版会、2008年4月。ISBN 9784766414738。
- 『定年と第二の人生 —団塊世代の生き方』元就出版社、2008年11月。ISBN 9784861061714。
- 『老人の死と品格 —老いと落語』元就出版社、2012年3月。ISBN 9784861062094。

## 関連人物
- 古沢平作
- 土居健郎
- 西園昌久
- 前田重治
- 小此木啓吾